# Chicago Film Critics Association Awards 2018
La cerimonia di premiazione della 31ª edizione dei Chicago Film Critics Association Awards si è tenuta a Chicago, Illinois, il 7 dicembre 2018, per premiare i migliori film prodotti nel corso dell'anno.

## Vincitori e candidati
I vincitori sono indicati in grassetto.

### Miglior film
- Roma - Alfonso Cuarón, Gabriela Rodriguez e Nicolas Celis
- La favorita (The Favourite) - Ceci Dempsey, Ed Guiney, Lee Magiday e Yorgos Lanthimos
- First Reformed - La creazione a rischio (First Reformed) - Jack Binder, Greg Clark, Victoria Hill, Gary Hamilton, Deepak Sikka, Christine Vachon, David Hinojosa e Frank Murray
- Hereditary - Le radici del male (Hereditary) - Kevin Frakes, Lars Knudsen e Buddy Patrick
- A Star Is Born - Bradley Cooper, Bill Gerber, Jon Peters, Todd Phillips e Lynette Howell Taylor

### Miglior attore
- Ethan Hawke - First Reformed - La creazione a rischio (First Reformed)
- Christian Bale - Vice - L'uomo nell'ombra (Vice)
- Bradley Cooper - A Star Is Born
- Rami Malek - Bohemian Rhapsody
- Joaquin Phoenix - A Beautiful Day - You Were Never Really Here (You Were Never Really Here)

### Migliore attrice
- Toni Collette - Hereditary - Le radici del male (Hereditary)
- Yalitza Aparicio - Roma
- Lady Gaga - A Star Is Born
- Regina Hall - Support the Girls
- Melissa McCarthy - Copia originale (Can You Ever Forgive Me?)

### Miglior attore non protagonista
- Richard E. Grant - Copia originale (Can You Ever Forgive Me?)
- Mahershala Ali - Green Book
- Timothée Chalamet - Beautiful Boy
- Michael B. Jordan - Black Panther
- Steven Yeun - Burning (버닝)

### Migliore attrice non protagonista
- Olivia Colman - La favorita (The Favourite)
- Elizabeth Debicki - Widows - Eredità criminale (Widows)
- Zoe Kazan - La ballata di Buster Scruggs (The Ballad of Buster Scruggs)
- Regina King - Se la strada potesse parlare (If Beale Street Could Talk)
- Rachel Weisz - La favorita (The Favourite)

### Miglior regista
- Alfonso Cuarón - Roma
- Bradley Cooper - A Star Is Born
- Yorgos Lanthimos - La favorita (The Favourite)
- Lynne Ramsay - A Beautiful Day - You Were Never Really Here (You Were Never Really Here)
- Paul Schrader - First Reformed - La creazione a rischio (First Reformed)

### Miglior fotografia
- Alfonso Cuarón - Roma
- Łukasz Żal - Cold War
- Robbie Ryan - La favorita (The Favourite)
- Linus Sandgren - First Man - Il primo uomo (First Man)
- James Laxton - Se la strada potesse parlare (If Beale Street Could Talk)

### Miglior direzione artistica / scenografia
- La favorita (The Favourite)
- Annientamento (Annihilation)
- Black Panther
- Paddington 2
- Roma

### Miglior montaggio
- Alfonso Cuarón e Adam Gough - Roma
- Tom Cross - First Man - Il primo uomo (First Man)
- Bob Murawski ed Orson Welles - The Other Side of the Wind
- Joe Walker - Widows - Eredità criminale (Widows)
- Joe Bini - A Beautiful Day - You Were Never Really Here (You Were Never Really Here)

### Migliori effetti speciali
- Annientamento (Annihilation)
- Black Panther
- First Man - Il primo uomo (First Man)
- Mission: Impossible - Fallout
- Paddington 2

### Miglior colonna sonora originale
- Nicholas Britell - Se la strada potesse parlare (If Beale Street Could Talk)
- Justin Hurwitz - First Man - Il primo uomo (First Man)
- Jóhann Jóhannsson - Mandy
- Thom Yorke - Suspiria
- Jonny Greenwood - A Beautiful Day - You Were Never Really Here (You Were Never Really Here)

### Migliore sceneggiatura originale
- Paul Schrader - First Reformed - La creazione a rischio (First Reformed)
- Bo Burnham - Eighth Grade - Terza media (Eighth Grade)
- Deborah Davis e Tony McNamara - La favorita (The Favourite)
- Alfonso Cuarón - Roma
- Adam McKay - Vice - L'uomo nell'ombra (Vice)

### Migliore sceneggiatura non originale
- Barry Jenkins - Se la strada potesse parlare (If Beale Street Could Talk)
- Spike Lee, David Rabinowitz, Charlie Wachtel e Kevin Wilmott - BlacKkKlansman
- Nicole Holofcener e Jeff Whitty - Copia originale (Can You Ever Forgive Me?)
- Armando Iannucci, David Schneider, Ian Martin e Peter Fellows - Morto Stalin, se ne fa un altro (The Death of Stalin)
- Bradley Cooper, Will Fetters e Eric Roth - A Star Is Born

### Miglior film d'animazione
- Spider-Man - Un nuovo universo (Spider-Man: Into the Spider-Verse) - Bob Persichetti, Peter Ramsey, Rodney Rothman, Avi Arad, Amy Pascal, Christina Steinberg, Phil Lord e Christopher Miller
- Gli Incredibili 2 (Incredibles 2) - Brad Bird, John Walker e Nicole Paradis Grindle
- L'isola dei cani (Isle of Dogs) - Wes Anderson, Scott Rudin, Steven M. Rales e Jeremy Dawson
- Ralph spacca Internet (Ralph Breaks the Internet) - Phil Johnston, Rich Moore e Clark Spencer
- Ruben Brandt: Collector - Milorad Krstic, Janos Kurdy-Feher, Péter Miskolczi, Hermina e Radmila Roczkov

### Miglior film documentario
- Minding the Gap, regia di Bing Liu
- Free Solo, regia di Elizabeth Chai Vasarhelyi e Jimmy Chin
- RBG, regia di Julie Cohen e Betsy West
- Three Identical Strangers, regia di Tim Wardle
- Won't You Be My Neighbor?, regia di Morgan Neville

### Miglior film in lingua straniera
- Roma, regia di Alfonso Cuarón (Messico)
- Burning (버닝), regia di Lee Chang-dong (Corea del Sud)
- Capernaum, regia di Nadine Labaki (Libano)
- Cold War, regia di Paweł Pawlikowski (Polonia)
- Un affare di famiglia (万引き家族), regia di Hirokazu Kore-eda (Giappone)

### Miglior regista rivelazione
- Ari Aster - Hereditary - Le radici del male (Hereditary)
- Bo Burnham - Eighth Grade - Terza media (Eighth Grade)
- Bradley Cooper - A Star Is Born
- Bing Liu - Minding the Gap
- Boots Riley - Sorry to Bother You

### Miglior performance rivelazione
- Elsie Fisher - Eighth Grade - Terza media (Eighth Grade)
- Yalitza Aparicio - Roma
- Lady Gaga - A Star Is Born
- Thomasin Harcourt McKenzie - Senza lasciare traccia (Leave No Trace)
- John David Washington - BlacKkKlansman e Monster